# Stazione di Chieti Madonna delle Piane
La stazione di Chieti Madonna delle Piane è una fermata ferroviaria, posta sulla ferrovia Roma-Sulmona-Pescara, nel territorio comunale di Chieti.

## Storia
La fermata di Chieti Madonna delle Piane venne attivata formalmente il 30 marzo 2016; l'attivazione commerciale seguì il successivo 13 giugno.
La sua posizione è strategica, infatti la fermata è sita in prossimità dell'Ospedale, dell'Università e della Zona industriale/commerciale di Chieti Scalo.

## Strutture e impianti
La fermata conta un unico binario servito da un marciapiede lungo 125 metri e alto 55 cm sul piano del ferro.

## Movimento
La fermata è servita esclusivamente da treni regionali da e per Pescara, Teramo, Sulmona e Avezzano.

## Servizi
La stazione dispone di:
- Biglietteria self-service